# Caterina Cornaro
Caterina Cornaro is een hoorspel van Marie Luise Kaschnitz. Caterina Cornaro werd op 28 juni 1954 door de Hessischer Rundfunk uitgezonden. De NCRV zond het uit op maandag 7 februari 1966. De vertaling was van Otto Dijk, Wim Paauw regisseerde. Het hoorspel duurde 47 minuten.

## Rolbezetting
- Dogi Rugani (Frieda Geiges)
- Frans Somers (Werner, haar broer)
- Fé Sciarone (Ulrike, haar schoonzuster)
- Paul van der Lek (Dr. Kaufmann)
- Joke Hagelen (mevrouw von Osten)
- Corry van der Linden (mevrouw Karwell)
- Paula Majoor (Caterina Cornaro)
- Lex Schoorel (Alfonso, bastaard van Napels)
- Gerlof van Seters, Justine, Marjolein & Ernst-Jan Paauw, een aantal leerlingen de derde en vierde klas van de Jhr. Mr. de Savornin Lohmanschool in Hilversum (verdere medewerkenden)

## Inhoud
Het besluit van de raad van Venetië staat vast: de eerzuchtige, jonge patriciërsdochter Caterina Cornaro moet aan de zwakkelijke koning van Cyprus als bruid gegeven worden, opdat ze na diens dood het geërfde bezit aan Venetië ten geschenke zou kunnen geven. Zijn dood zal door de dubieuze kunst van Venetiaanse artsen versneld worden. Maar Caterina, die intussen moeder en de tegelijk gevreesde en bewonderde koningin van Cyprus is geworden, wil haar ongeliefd kind in de zin van haar persoonlijke eerzucht opvoeden. Dat gaat in tegen de plannen van de Venetianen, dus sterven kind en koning door de handen van Venetiaanse artsen. De Grote Raad heeft niet gepland, dat Caterina het verlies van haar man en haar kind snel verwerkt en zich in de armen van Alfonso werpt, de zoon van de koning van Napels, de machtigste vijand van Venetië. Een groots onderwerp voor een dramatisch werk - maar welke auteur zou vandaag aan zo’n stuk vorm kunnen en willen geven? Staan we niet allen te ver af van het historisch en retorisch pathos dat hiervoor nodig zou zijn? Marie Luise Kaschnitz laat dit stuk door een jonge, aanvankelijk onzichtbaar blijvende man schrijven en ze laat het spelen door kinderen voor de nuchtere wereld van de volwassenen die in en rond een diplomatengezin figureren…